# Gong Yoo
Dans ce nom coréen, le nom de famille, Gong, précède le nom personnel.
Gong Yoo (hangeul : 공유), de son vrai nom Gong Ji-cheol (hangeul : 공지철), est un acteur et mannequin sud-coréen, né le 10 juillet 1979 à Pusan. Son nom de scène est un mélange des patronymes de ses parents.
Il est notamment connu pour ses rôles dans les séries The 1st Shop of Coffee Prince, Goblin,  Squid Game et dans les films Silenced, A Man and A Woman, Dernier train pour Busan.

## Biographie
Gong Ji-chul commence sa carrière d'acteur en 2001, en apparaissant dans sa toute première série télévisée School 4. À cette époque, on lui suggère de ne pas utiliser son nom de famille Gong mais plutôt un nom de scène, mais il a refusé la proposition. Il enchaîne par la suite les petits rôles l'année suivante en jouant dans les séries télévisées telles que Whenever the Heart Beats et Hard Love.
En 2003, il incarne le rôle de Lee Jong-soo, aux côtés de Kim Ha-neul et Kwon Sang-woo, dans le film My Tutor Friend, tiré du roman de Tutoring the Student of the Same Age de Choi Su-wan publié sur internet. Ensuite, il apparaît dans les séries télévisées 20 Years, Screen et dans une web-série Kim Sung-Joon Meets Lee Yoo-Jung, connue sous le titre de My Room, Your Room avec Sung Yu-ri où il joue le rôle de Kim Seong-joon.
En 2007, il interprète le rôle d'un tueur à gages sud-coréen, Park, dans le film policier japonais Like a Dragon réalisé par Takashi Miike, tiré du jeu vidéo Yakuza. Ensuite, il joue dans la série télévisée, The 1st Shop of Coffee Prince dans le rôle de Choi Han-Kyul. La série fut basée sur le roman du même titre de Lee Sun-mi. Elle est l'une des séries les plus regardées en Corée du Sud et lui fera connaître un grand succès.
Le 14 janvier 2008, il commence son service militaire obligatoire dans les forces armées coréennes et termine son mandat, le 8 décembre 2009.

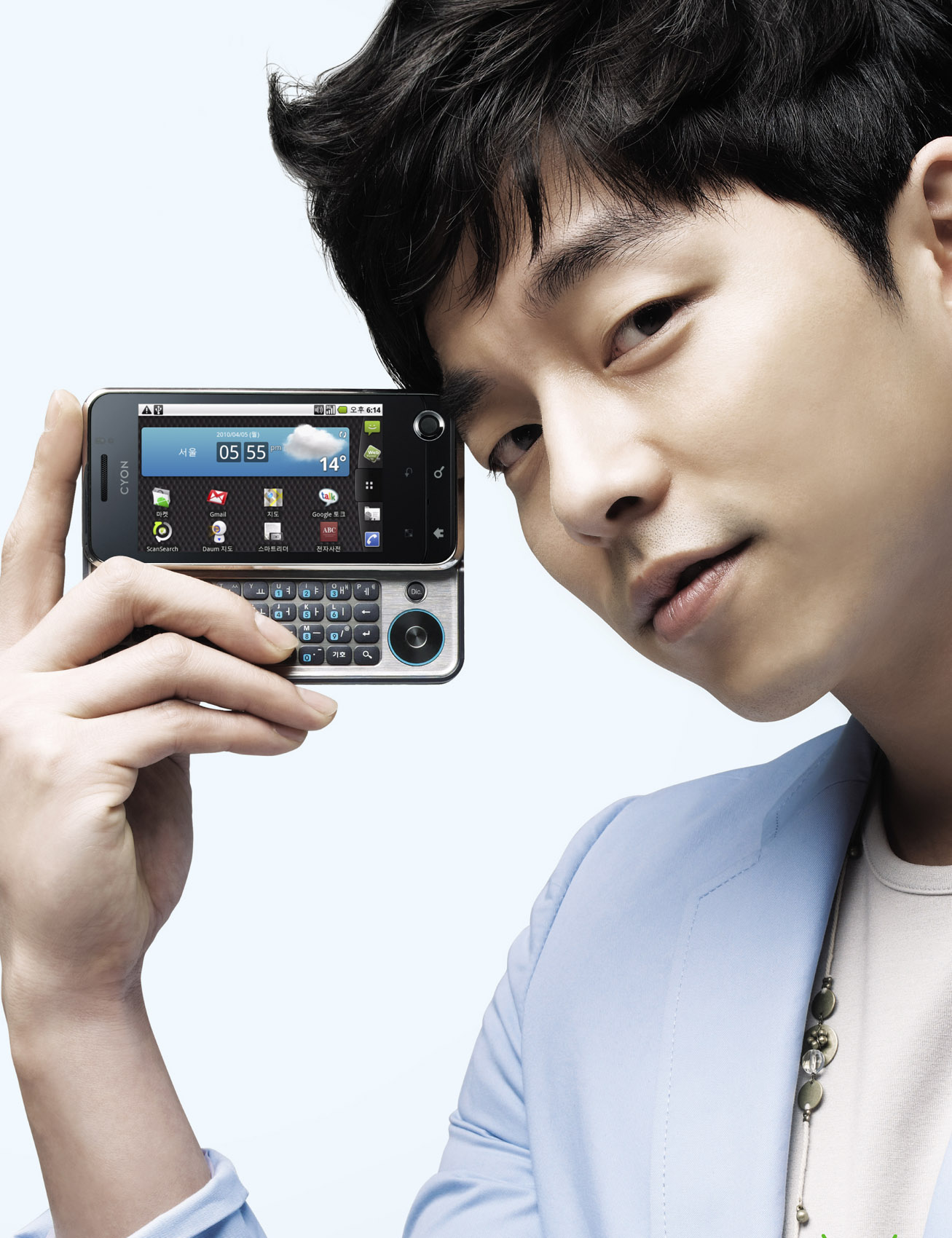
Gong Yoo en 2010.

En 2011, il joue dans le film dramatique Silenced, où il interprète dans le rôle de Kang In-ho, un nouveau professeur d'art d'une école pour enfants sourds, dont les élèves sont victimes de sévices et violences sexuels et qui va tout faire pour les défendre. Le film est tiré du roman The Crucible de la célèbre romancière sud-coréenne Gong Ji-young, qui s'est inspiré de faits réels qui s'est produit à Gwangju Inhwa School, une école spécialisée pour sourds en Corée du Sud.
En 2013, après deux ans d’absence, il incarne Ji Dong-chul, un espion nord-coréen délaissé par son gouvernement lors d'une mission, et qui se venge en apprenant la mort de sa femme et de sa fille dans le film The Suspect. Avant le tournage du film, il a réduit son tissu adipeux en suivant un régime alimentaire pendant trois mois et a appris l'art martial russe Systema pour les scènes de combat du film, joué les poursuites en voiture, les scènes d'escalade et de parachutisme à la rivière Han sans l'aide de cascadeurs,.

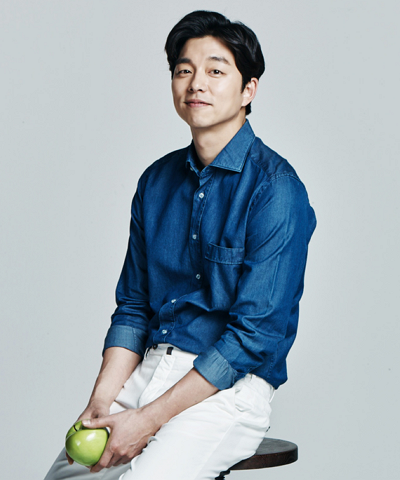
Gong Yoo en 2016.

En 2016, une année particulièrement faste pour l'acteur : il est l'interprète principal du film d'horreur Dernier train pour Busan et du film historique The Age of Shadows, qui attirent respectivement 11 et 6 millions de spectateurs dans son pays et sont sélectionnés et/ou primés dans des festivals internationaux. Il revient également au petit écran dans la série à succès Goblin, qui lui vaut un Baeksang Award du meilleur acteur dans une série télévisée.
En 2021, il incarne le personnage du recruteur dans la série Squid Game, intervenant dans les premier et dernier épisodes. Il mène également l'équipage de la mission spatiale dans la série The Silent Sea sur Netflix.
En 2024, il incarne une deuxième fois le personnage du recruteur dans la série Squid Game, où il mourra par la suite.

## Engagement humanitaire et social
Gong Ji-chul s'est intéressé aux droits de l'enfant après avoir joué dans le film Silenced. Il a commencé à participer activement à diverses campagnes pour aider à promouvoir les droits des enfants. En novembre 2013, Gong Ji-chul a été nommé représentant spécial du Fonds des Nations unies pour l'enfance (UNICEF) en Corée du Sud. À la suite de sa nomination, il participe à la visite de plus de 193 pays à travers le monde pour sensibiliser à la situation des enfants des pays sous-développés. Il a également déclaré : « Suite au tournage de Silenced, j'étais outragé de la manière dont les enfants handicapés étaient traités et j'ai réalisé l'importance de protéger leurs droits. J'ai alors eu envie de joindre l'UNICEF pour nous battre pour leurs droits et je suis honoré et ravi d'être nommé à ce poste ». Le 7 juillet 2014, il est nommé ambassadeur de promotion du Service national des impôts avec l'actrice Ha Ji-won jusqu'en 2016. Ils ont été choisis pour leur honnêteté et leur rapidité lorsqu'ils payent leurs impôts.

## Filmographie

### Films
- 2003 : My Tutor Friend (동갑내기 과외하기) de Kim Kyeong-hyeong : Lee Jong-soo
- 2004 : Spy Girl (그녀 를 모르면 간첩) de Park Han-choon : Choi Ko-bong
- 2004 : Superstar Mr. Gam (슈퍼스타 감사용) de Kim Jong-hyeon : Park Cheol-su
- 2004 : S Diary (에스 다이어리) de Kwon Jong-kwan : Yoo-in
- 2005 : She's on Duty (잠복 근무) de Park Kwang-chun : Kang No-young
- 2007 : Like a Dragon (龍が如く 劇場版) de Takashi Miike : Park, le tueur à gages coréen
- 2010 : Finding Mr. Destiny (김종욱 찾기) de Jang Yoo-jeong : Han Gi-joon
- 2011 : Silenced (도가니) de Hwang Dong-hyuk : Kang In-ho
- 2013 : The Suspect (용의자) de Won Shin-yun : Ji Dong-chul, l'espion nord-coréen
- 2015 : A Man and A Woman (남과 여) de Lee Yoon-ki : Ki-hong
- 2016 : Dernier train pour Busan (부산행) de Yeon Sang-ho : Seok-woo
- 2016 : The Age of Shadows (밀정) de Kim Jee-woon : Kim Woo-jin
- 2019 : Kim Ji-young: Born 1982
- 2021 : Seo Bok
- 2024 : Wonderland (원더랜드) de Kim Tae-yong : Song-youn / Sung-joon

### Séries télévisées
- 2001 : School 4 (학교 4) : Hwang Tae-Young (caméo)
- 2002 : Whenever the Heart Beats (언제나 두근두근) : Park Chun-Ho
- 2002 : Hard Love (거침없는 사랑) : Seo Kyung-chul
- 2003 : Twenty Years (스무살) : Seo Joon
- 2003 : Screen (스크린) : Kim Joon-pyo
- 2003 : Kim Sung-Joon Meets Lee Yoo-Jung (내방네방) : Kim Sung-joon (web-série)
- 2005 : Hello My Teacher (건빵 선생 과 별 사탕) : Park Tae-in
- 2006 : One Fine Day (어느 멋진 날) : Seo Gun
- 2007 : The 1st Shop of Coffee Prince (커피 프린스 1 호점) : Choi Han-kyul
- 2012 : Big (빅) : Seo Yoon-jae / Kang Kyung-joo
- 2013 : Dating Agency: Cyrano (연애 조작 단) : Magicien (caméo, épisode 9)
- 2016 : Goblin (쓸쓸하고 찬란하神-도깨비) : Kim Shin
- 2021 : The Silent Sea (고요의 바다) : Han Yoon-jae, commandant de l'agence aérospatiale
- depuis 2021 : Squid Game (오징어 게임 시즌) : le recruteur des participants au Jeu
- 2024 : Pour seul bagage (트렁크) :  Han Jeong-won

## Émissions
- Samedi 10 janvier 2004 au Samedi 3 juillet 2004 : Maître de cérémonie dans l'émission  Music Camp sur MBC.
- De 2008 à 2009 : Maître de cérémonie dans l'émission  Best Music (épisodes 155-186) sur PNK.

## Discographie

### Musique de films et de séries télévisées
| Date de sortie | Titre               | Titre original | Chansons          |
| -------------- | ------------------- | -------------- | ----------------- |
| 2010           | Finding Mr. Destiny | 김종욱 찾기    | Second First Love |
| 2012           | Big                 | 빅             | Because It's You  |

## Distinctions
| Année | Cérémonie                                  | Pays                       | Résultat | Prix                                                | Film                          |
| ----- | ------------------------------------------ | -------------------------- | -------- | --------------------------------------------------- | ----------------------------- |
| 2002  | KBS Drama Awards                           | Drapeau de la Corée du Sud | Proposé  | Meilleur espoir masculin                            | Hard Love                     |
| 2003  | SBS Drama Awards                           | Drapeau de la Corée du Sud | Remporté | Meilleur espoir masculin                            | Screen                        |
| 2005  | SBS Drama Awards                           | Drapeau de la Corée du Sud | Proposé  | Prix d'excellence, acteur dans une mini-série       | Hello My Teacher              |
| 2006  | MBC Drama Awards                           | Drapeau de la Corée du Sud | Remporté | Prix spécial, acteur dans une mini-série            | One Fine Day                  |
| 2007  | 1re Mnet 20's Choice Awards                | Drapeau de la Corée du Sud | Remporté | Meilleur style                                      |                               |
| 2007  | MBC Drama Awards                           | Drapeau de la Corée du Sud | Remporté | Prix d'excellence, acteur                           | The 1st Shop of Coffee Prince |
| 2007  | MBC Drama Awards                           | Drapeau de la Corée du Sud | Proposé  | Prix de popularité, acteur                          | The 1st Shop of Coffee Prince |
| 2007  | MBC Drama Awards                           | Drapeau de la Corée du Sud | Proposé  | Prix du meilleur couple (partagé avec Yoon Eun-hye) | The 1st Shop of Coffee Prince |
| 2011  | 32e Blue Dragon Film Awards                | Drapeau de la Corée du Sud | Proposé  | Meilleur acteur                                     | Silenced                      |
| 2011  | 32e Blue Dragon Film Awards                | Drapeau de la Corée du Sud | Remporté | Prix de la star populaire                           | Silenced                      |
| 2012  | 48e Baeksang Arts Awards                   | Drapeau de la Corée du Sud | Proposé  | Meilleur acteur dans un film                        | Silenced                      |
| 2012  | KBS Drama Awards                           | Drapeau de la Corée du Sud | Proposé  | Prix d'excellence, acteur dans une mini-série       | Big                           |
| 2012  | KBS Drama Awards                           | Drapeau de la Corée du Sud | Proposé  | Prix du meilleur couple (partagé avec Lee Min-jung) | Big                           |
| 2013  | 8e Seoul International Drama Awards        | Drapeau de la Corée du Sud | Proposé  | Acteur coréen exceptionnel                          | Big                           |
| 2014  | 19e Chunsa Film Art Awards                 | Drapeau de la Corée du Sud | Proposé  | Meilleur acteur                                     | The Suspect                   |
| 2014  | 48e Taxpayers' Day                         | Drapeau de la Corée du Sud | Remporté | Décoration présidentielle                           |                               |
| 2014  | 22e Korea Culture and Entertainment Awards | Drapeau de la Corée du Sud | Remporté | Top prix d'excellence, acteur dans un film          | The Suspect                   |
| 2017  | 53e Baeksang Arts Award                    | Drapeau de la Corée du Sud | Remporté | Prix du meilleur acteur pour une série              | Goblin                        |

Il a été classé 5e parmi les plus beaux hommes de Corée du Sud en 2011 et en 2012,.